# Šarišská Poruba
Šarišská Poruba este o comună slovacă, aflată în districtul Prešov din regiunea Prešov. Localitatea se află la altitudinea de 344 m deasupra n.m., se întinde pe o suprafață de 5,99 km2 și în 2017 număra 629 de locuitori. Se învecinează cu Nemcovce și Lipníky.

## Istoric
Localitatea Šarišská Poruba este atestată documentar din 1410.

## Demografie
| An:                | 1994 | 2004    | 2014    | 2024    |
| ------------------ | ---- | ------- | ------- | ------- |
| Număr de persoane: | 372  | 428     | 582     | 718     |
| Diferență:         |      | +15,05% | +35,98% | +23,36% |

| An:                | 2023 | 2024   |
| ------------------ | ---- | ------ |
| Număr de persoane: | 701  | 718    |
| Diferență:         |      | +2,42% |